# Micrathena sexspinosa
Micrathena sexspinosa es una especie de araña araneomorfa del género Micrathena, familia Araneidae. Fue descrita científicamente por Hahn en 1822.
Se encuentra en la zona neotropical desde México hasta Brasil en altitudes por debajo de los 2000 m. La hembra mide unos 16 mm y el macho unos 6 mm.